# Хасанское городское поселение
Хасанское городско́е поселе́ние — городское поселение в Хасанском районе Приморского края.
Административный центр — пгт Хасан.

## История
Статус и границы городского поселения установлены Законом Приморского края от 6 декабря 2004 года № 187-КЗ «О Хасанском муниципальном районе»

## Население
| 2006 | 2010 | 2011 | 2012 | 2013 | 2014 | 2015 |
| ---- | ---- | ---- | ---- | ---- | ---- | ---- |
| 822  | ↘763 | ↘760 | ↘728 | ↘709 | ↘695 | ↘681 |
| 2016 | 2017 | 2018 | 2019 | 2020 | 2021 |      |
| →681 | ↘664 | ↘643 | ↘618 | ↗619 | ↘492 |      |

## Состав городского поселения
В состав городского поселения входят 2 населённых пункта:
| № | Населённый пункт | Тип населённого пункта      | Население |
| - | ---------------- | --------------------------- | --------- |
| 1 | Лебединое        | село                        | ↘0        |
| 2 | Хасан            | пгт, административный центр | ↘461      |

## Местное самоуправление
Администрация
Адрес: 692730, пгт Хасан, ул. Вокзальная, 7. Телефон: 8 (42331) 21-4-66
Глава администрации
- Степанов Иван Владимирович